# Oruza microstigma
Oruza microstigma là một loài bướm đêm trong họ Erebidae.